# Марк Корнелий Нигрин Куриаций Матерн
Марк Корнелий Нигрин Куриаций Матерн (на латински: Marcus Cornelius Nigrinus Curiatius Maternus; * преди 60 г.; † след 97 г.) е римски военен и политик.
Нигрин е еквит (на латински: Eques, рицар) и произхожда от Лирия в Тараконска Испания.
По времето на Веспасиан е взет в сената. През 83 г. той е губернатор в провинция Аквитания и суфектконсул (consul suffectus). Той е консулски легат през ок. 86 – 89 г. на провинция Мизия, след разделението на провинцията на Долна Мизия (Moesia inferior).
В Дунавските войни се доказва. Награден е два пъти с най-високите награди: освен ornamenta triumphalia той получава четири coronae, четири hastae purae и четири vexilla. Така Нигрин е най-декорирания генерал на Домициан.
Най-високата длъжност в кариерата му е легатурата му в провинция Сирия (95 – 97). Тогава е с противниците на император Нерва, затова е взет от провинцията обратно. След това той отива в родната си Лирия.